# Paul Connaughton junior
Paul Connaughton (* 6. Januar 1982 in Mountbellew, County Galway, Irland) ist ein ehemaliger irischer Politiker der Fine Gael. Sein Vater Paul Connaughton senior war ebenfalls politisch aktiv.

## Leben
Connaughton erwarb Abschlüsse am Mountbellew Agricultural College und an der University of Galway. Er arbeitete im Bereich der Jugendsozialpädagogik. 2009 wurde er in den Galway County Council gewählt. Bei den Wahlen zum Dáil Éireann 2011 war er dann im Wahlkreis Galway East erfolgreich und zog als Teachta Dála in den Dáil Éireann ein. Diesen Sitz verlor er aber bereits bei den Wahlen 2016.

## Privates
Paul Connaughton junior ist mit Edel Burke seit 2013 verheiratet und hat mit ihr einen Sohn. 